# Tiramina
La tiramina (4-hidroxi-fenetilamina, para-tiramina, p-tiramina) és una monoamina derivada de l'aminoàcid tirosina.

## Fisiologia
La tiramina es troba de forma ubiqua en plantes i animals. El cos humà la metabolitza per l'enzim monoamino-oxidasa. En els aliments és sovint un subproducte de la descarboxilació de la tirosina després d'una fermentació o inici de descomposició. Així es troba en el peix, la xocolata, begudes alcohòliques i en aliments fermentats com el formatge, la salsa de soia, carns processades i el vi negre.

## Metabolisme
En els humans, l'ús concomitant d'antidepressius de la família química dels IMAOs i aliments amb alt contingut de tiramina pot desencadenar una crisi hipertensiva degut a l'alliberament de monoamines emmagatzemades a les neurones, com la dopamina o la noradrenalina.

## Efectes
Una dieta massa rica en tiramina pot causar una resposta caracteritzada per un increment en la pressió arterial sistòlica de 30 mm de Hg o més. Es creu que el desplaçament de la noradrenalina de les vesícules d'emmagatzematge per la tiramina seria el causant de la vasoconstricció i de l'increment de la freqüència cardíaca. La possibilitat que la tiramina actuï directament com a neurotransmissor va ser postulada amb el descobriment del receptor-proteïna G amb elevada afinitat per la tiramina, anomenat TA1. El receptor TA1 es troba al cervell així com en els teixits perifèrics, incloent el ronyó. Alhora aquest fet fa pensar en la possibilitat que la tiramina estigui involucrada en la regulació de la pressió sanguínia.

## Migranya
La ingesta de tiramina ha estat associada amb la migranya en determinats individus, estant recomanat en aquests casos l'abstenció en la ingesta d'aliments amb alt contingut en tiramina.

## Llistat d'aliments que contenen tiramina
Aquesta llista és informativa i no exhaustiva. Si voleu evitar la ingesta de tiramina a la vostra dieta, consulteu un metge.
- Begudes alcohòliques.

Evitar la cervesa de pressió i del tipus ale, atès que els bacteris formadors de tiramina hi són presents i actives. Les cerveses embotellades domèstiques són generalment segures en petites quantitats. Sobre el vi, tant si és blanc com negre, pot ser pres en petites quantitats (màxim 2 copes). El vermut ha d'evitar-se.
- Formatges.

Evitar els formatges curats. 

Els formatges fets servir per fondre a les pizzes poden consumir-se en quantitats normals.
- Fruites.

Els alvocats contenen tiramina, especialment els que estan molt madurs. Poden menjar-se en quantitat moderada si no són massa madurs.
La resta de fruïtes i verdures han de menjar-se amb moderació, tenint present que quan més madura o seca estigui, més tiramina conté. Trobem quantitas rellevants de tiramina en:

Albergínies, figues, raïm, taronges, pinya americana, panses, prunes i prunes-panses.
- Menjars preparats.

En general han d'evitar-se.
- Carns i peixos.

El fetge de peix fresc no en conté, però sí el que fa dies que tenim al frigorífic.
El mateix passa amb la carn "vella". És tradició que la caça sigui penjada en un lloc fresc per millorar el sabor i la tendresa de la carn, però això fa incrementar el contingut en tiramina. Els productes carnis solen contenir quantitats elevades.
- Soja.

Tots els productes i derivats de la soia contenen elevades quantitats de tiramina. Això inclou, a part de la soia mateixa, la salsa de soia, el tofu, el miso, i la salsa de teriyaki.
- Nous i xocolata.

La xocolata no conté grans quantitats de tiramina, però conté altres ingredients actius que són potenciats si s'està prenent IMAO's. En aquest cas cal limitar el seu consum per tal d'evitar patir nàusees, mal de cap i síndromes psicòtics.
Existeix evidència de què grans quantitats de nous, cacauets, cocos, i similars poden desencadenar un atac de migranya.